# 玫瑰木
玫瑰木（学名：Rhodamnia dumetorum）为桃金娘科玫瑰木属下的一个种。